# 1536
1536（千五百三十六、せんごひゃくさんじゅうろく）は、自然数または整数において、1535の次で1537の前の数である。

## 性質
- 1536は合成数であり、約数は1, 2, 3, 4, 6, 8, 12, 16, 24, 32, 48, 64, 96, 128, 192, 256, 384, 512, 768, 1536である。
  - 約数の和は4092。
- 1536 = 29 × 3
  - n = 9 のときの 2n × 3 の値とみたとき1つ前は768、次は3072。(オンライン整数列大辞典の数列 A07283)
  - 2つの異なる素因数の積で p 9 × q の形で表せる最小の数である。次は2560。(オンライン整数列大辞典の数列 A179692)
  - 2i × 3 j (i ≧ 1, j ≧ 1) の形で表せる28番目の数である。1つ前は1458、次は1728。(オンライン整数列大辞典の数列 A033845)
- 1536 = 6 × 44
  - n = 4 のときの 6 × 4n の値とみたとき1つ前は384、次は6144。(オンライン整数列大辞典の数列 A002023)
- n = 1536 のとき n と n + 1 を並べた数を作ると素数になる。n と n + 1 を並べた数が素数になる151番目の数である。1つ前は1482、次は1538。(オンライン整数列大辞典の数列 A030457)
- 1536 = 402 − 64
  - n = 40 のときの n 2 − 64 の値とみたとき1つ前は1457、次は1617。(オンライン整数列大辞典の数列 A098849)
- 約数の和が1536になる数は8個ある。(762, 987, 1023, 1085, 1149, 1337, 1397, 1457) 約数の和8個で表せる6番目の数である。1つ前は840、次は1620。
- 各位の和が15になる112番目の数である。1つ前は1527、次は1545。

## その他 1536 に関連すること
- 西暦1536年
- 1536年王位継承法